# Aniruddha
Aniruddha (o Anuruddha (pali: Anuruddhā; sinhala: අනුරුද්ධ මහ රහතන් වහන්සේ; V secolo a.C.) è stato uno dei dieci discepoli principali nonché cugino del Gautama Buddha.

## Primi anni
Aniruddha era il figlio di Amitodana e fratello di Mahanama. Poiché Amitodana era il fratello di Suddhodana, re dei Sakya a Kapilavastu, Anuruddha era cugino di Siddhartha (Gautama Buddha). Era un kshatriya dalla nascita, cosa che gli permetteva di crescere nell'agio. Gautama Buddha tornò nella propria città natale due anni dopo la sua illuminazione, predicando le sue idee nel regno sakyano. Insieme ai suoi 3 cugini Bhaddiya, Ananda e Devadatta e il loro servitore Upali, ricevette l'ordinazione dal Buddha nel Boschetto del Mango di Anupiya.

## Vita religiosa
Anuruddha acquisì la "visione divina" (dibba-cakkhu) ed era considerato come il più avanzato tra coloro che ne avevano l'abilità. Sariputra assegnò otto pensieri di un grande uomo per Anuruddha da utilizzare come argomento di meditazione. Viaggiando nella Pacinavamsadaya nel paese di Ceti per esercitarsi, fu in grado di dominarne sette, ma non poté imparare l'ottavo, cosa che Buddha gli insegnò. Anuruddha sviluppò l'insight e poi raggiunse lo stato di arhat.

## Raffigurazione
Anuruddha è raffigurato nel Canone Pali come un bhikkhu affezionato e fedele, che si trovava vicino al Buddha durante le assemblee. Ad un certo punto, quando il Buddha fu deluso dalle argomentazioni dei monaci a Kosambi, si ritirò a Pacinavamsadaya per stare con Anuruddha. In molti testi, anche quando è presente un gran numero di illustri monaci, Anuruddha è spesso il destinatario delle domande del Buddha e delle risposte a nome del sangha.

## Dopo il Buddha
Anuruddha era presente quando il Buddha morì a Kusinara. Era colui che più consolava i monaci e li ammoniva sul loro futuro corso d'azione, ricordando loro il decreto del Buddha di seguire il dharma. Mentre il Buddha si adagiava e attraversava i dhyana, Ananda disse ad Anuruddha: "L'Amato ha raggiunto il Nibbana finale, Venerabile Signore". Anuruddha, avendo una visione divina, affermò che il Buddha era assorbito nello stato di "cessazione", ma non era ancora morto. Anuruddha fu consultato dai Malla di Kusinara in merito alle ultime volontà del Buddha.
Successivamente, al Primo Concilio buddista, ebbe un ruolo notevole e gli fu affidata la custodia dell'Anguttara Nikaya. Anuruddha morì a Veluvagama, nel paese del Vajji, all'ombra di un boschetto di bambù. Aveva centoquindici anni al momento della sua morte.

## Raffigurazioni nella Jataka
Anuruddha è spesso raffigurato nel Jataka, che descrive le precedenti reincarnazioni di figure buddiste. Ai tempi del Buddha Padumuttara, era stato un ricco capofamiglia. Udendo uno dei monaci dichiarati migliori tra i possessori dell'occhio celeste, desiderava un simile onore. Compì atti di merito, tra cui tenere una grande festa di luce davanti alla tomba del Buddha. Nell'era del Buddha Kassapa si era reincarnato ed era nato a Varanasi; un giorno mise ciotole piene di burro chiarificato intorno alla tomba del Buddha e le accese, circoscrisse la tomba per tutta la notte, portando sulla sua testa una ciotola illuminata.
Rinacque in una famiglia povera a Varanasi e si chiamava Annabhara. Un giorno, mentre lavorava per il suo maestro, il banchiere Sumana, diede il suo pasto a un Pratyekabuddha, Uparittha. Il banchiere, avendo saputo della pia azione di Annabhara, lo ricompensò aiutandolo a concludere un affare per lui. Il re, impressionato, gli diede un terreno per una casa e quando il suolo sottostante fu scavato, produsse molti tesori sepolti.